# 十河圭祐
十河 圭祐（そごう けいすけ、10月15日 - ）は、日本の男性声優、フォーリーアーティスト。香川県出身。

## 人物
声優として、メディアフォース、ディーカラーに所属していた。
2024年現在は、evance.incに所属しフォーリーアーティストとして活動中。
趣味はギター、映画鑑賞、音楽鑑賞。特技は作詞、作曲。

## 出演作品

### テレビアニメ
- ケロロ軍曹（男子）

### OVA
- 朝まで授業chu!（先生B）

### 劇場アニメ
- UFO学園の秘密

### Webアニメ
- へんな子ちゃん（へんな外人）

### ゲーム
- CLOCK ZERO 〜終焉の一秒〜
- 帝国海軍恋慕情〜明治横須賀行進曲〜（田崎好弘[2]）

### 吹き替え
- 美男ですね
- インクレディブル(テリー）
- AUTUMN
- エアポート2010（トニ）
- クリスマスに雪は降るの?
- 推奴 〜チュノ〜
- ホステージ・オブ・エネミーライン（アルヌルフォ）

### ラジオドラマ
- 碧風高原鉄道へようこそ（綾パパ）
- あるけみすとアクア（ダイカーン）

### ドラマCD
- 青春鉄道 ドラマCD2 〜高速鉄道編〜（上司）
- 絶叫魔人ギオンショージャ（児玉響）
- ラブ☆ゆう（男子C）

### 顔出し
- シャワーGirl（狼花ファイブ）

## フォーリー

### テレビアニメ
- ブギーポップは笑わない
- グリムノーツ The Animation
- ありふれた職業で世界最強
- ガンダムビルドダイバーズRe:RISE
- 神田川JET GIRLS
- キングスレイド 意志を継ぐものたち
- 禍つヴァールハイト -ZUERST-
- 無職転生〜異世界行ったら本気だす〜
- ログ・ホライズン 円卓崩壊
- 真・中華一番（二期）
- NIGHT HEAD 2041
- Sonny Boy
- リーマンズクラブ
- ちみも
- シュート! Goal to the Future
- 後宮の烏
- とんでもスキルで異世界放浪メシ
- もういっぽん！
- Helck
- SPY×FAMILY
- 機動戦士ガンダム 水星の魔女
- 葬送のフリーレン

### 劇場アニメ
- モンスターストライク THE MOVIE ソラノカナタ
- 空の青さを知る人よ
- モンスターストライク THE MOVIE ルシファー 絶望の夜明け
- 劇場版 Fate/Grand Order -神聖円卓領域キャメロット-後編 Paladin; Agateram
- 劇場版 クドわふたー
- アリスとテレスのまぼろし工場